# Yehuda Lerner
Pour les articles homonymes, voir Lerner.
Yehuda Lerner, né le 22 juillet 1926 à Varsovie (Pologne) et mort en 2007, de nationalité polonaise, puis israélienne, est un prisonnier juif du camp d'extermination de Sobibor qui a été impliqué le 14 octobre 1943 dans le soulèvement du camp. Il est interviewé dans le film Sobibor, 14 octobre 1943, 16 heures (2001) réalisé par Claude Lanzmann.

## Seconde Guerre mondiale
Au cours de l'été 1942, Yehuda Lerner est pris dans une rafle et envoyé dans un camp de travail forcé près de Smolensk où il est obligé de travailler à la construction d'un aéroport pour l'Organisation Todt. Lerner parvient à s'enfuir au total de huit camps car, selon lui, tout est mieux que de rester dans un tel camp où la mort était partout. Repris, il est enfermé dans un camp de prisonniers de guerre à Minsk en Biélorussie. Il est ensuite incorporé dans un transport vers Lublin, quand, à Chelm, un Polonais qui travaillait pour les Allemands dans la gare de Chelm leur crie « Enfuyez-vous, ils vous mènent à Sobibor pour vous tuer ! ». À Sobibor, il travaille au défrichement d'une forêt afin que les Allemands puissent construire le camp n° IV. Lors du soulèvement, Yehuda Lerner — âgé de 17 ans à l'époque — et Arkadi Vaïspapir sont chargés de tuer le Untersturmführer SS Siegfried Graetschus (de) avec une hache.

## Postérité
Après la fin de la Seconde Guerre mondiale, il ne désire pas rester en Pologne où l'antisémitisme est toujours aussi fort et où des actes de violence antisémite se passaient encore (voir pogrom de Kielce en 1946). Yehuda Lerner décide alors dès 1946 avec une organisation juive de se rendre en Palestine, afin de vivre dans une agglomération juive, la Palestine étant alors encore gérée et occupée les Britanniques. Il est présent lors de la création de l'État juif ("Medinat Israël" en hébreu) le 14 mai 1948. Il vit en Israël et est devenu un symbole de la résistance juive et de la volonté de survivre à l'extermination voulue par les nazis et qui a causé la mort par balles et par gazage de près de 6 millions d'hommes, de femmes, d'enfants et de vieillards.